# Parque nacional del Paso de Arthur
El Parque nacional del Paso de Arthur se encuentra en la Isla Sur de Nueva Zelanda.
Fue establecido en 1929, convirtiéndose en el primer parque nacional en la Isla Sur y el tercero en Nueva Zelanda. Es atravesada por la carretera estatal 73. El camino pasa por el pueblo del Paso de Arturo (Arthur's Pass) y el paso de montaña con el mismo nombre en los Alpes del sur a una altitud de 920 metros sobre el nivel del mar. El parque es administrado por el Departamento de Conservación y opera un centro de depósito, administración e información en el pueblo de Arthur's Pass.